# Chlorostoma
Chlorostoma là một chi ốc biển, là động vật thân mềm chân bụng sống ở biển trong họ Turbinidae, họ ốc xà cừ.

## Các loài
Các loài trong chi Chlorostoma gồm có:
- Chlorostoma lischkei (Tapparone-Canefri, 1874)[2]
- Chlorostoma xanthostigma A. Adams, 1853[3]